# Lee Seung-woo
Lee Seung-woo (이승우?, 李昇祐?; Suwon, 6 gennaio 1998) è un calciatore sudcoreano, centrocampista o attaccante del Jeonbuk Hyundai.

## Caratteristiche tecniche
Gioca prevalentemente come ala sinistra, ma può giocare anche sulla fascia opposta o come seconda punta. È dotato di un'ottima velocità, inoltre è agile e in attacco usa uno stile di gioco semplice che si focalizza sul posizionamento e sulla rapidità quando è nell'area di rigore avversaria, tuttavia è anche capace di segnare tirando dalla lunga distanza. Il suo piede forte è il destro ma sa calciare anche con il mancino.

## Carriera

### Club
Notato dal Barcellona nel 2010 durante un torneo giovanile in Sudafrica, viene inserito nella cantera, ma non può essere tesserato fino al 2016, perché il suo trasferimento viene ritenuto irregolare dalla FIFA per violazione dell'articolo 19. Tesserato nel 2016, debutta il 23 febbraio dello stesso anno in UEFA Youth League, facendo gol al Midtjylland, per poi collezionare appena una presenza in Segunda División B.
Il 31 agosto 2017 si trasferisce a titolo definitivo in Italia al Verona, con cui sigla un contratto quadriennale. Esordisce in Serie A il 24 settembre 2017, in Verona-Lazio 0-3, sostituendo Mattia Valoti al 71º. Segna il suo primo gol in campionato con la maglia degli scaligeri il 5 maggio 2018, nella partita persa in trasferta per 4-1 contro il Milan. Il 30 dicembre 2018, in Foggia-Verona 2-2, segna il suo primo gol in Serie B.
Il 30 agosto 2019, viene ceduto a titolo definitivo ai belgi del Sint-Truiden. Qui fa fatica a trovare spazio nella prima squadra, disputando due spezzoni di gara con la squadra riserve e una sola presenza ufficiale nella prima parte del campionato. Migliore la seconda parte di campionato dove trova anche le prime marcature.
Il 1º febbraio 2021 passa in prestito fino al termine della stagione al Portimonense nella Primeira Liga. Al termine della stagione rientra al Sint-Truiden da cui il successivo 23 novembre si svincola.
L'8 dicembre 2021 firma per il coreano Suwon nella K League 1.

### Nazionale
Nel 2017 gioca i Mondiali Under-20 con la Corea del Sud, totalizzando quattro presenze con due gol nelle prime due partite, contro Argentina e Guinea. Il 14 maggio 2018 viene inserito nella rosa dei preconvocati della Corea del Sud per i Mondiali 2018. Il 28 maggio successivo fa il suo esordio con la nazionale maggiore, giocando come titolare nell'amichevole disputata contro l'Honduras e vinta per 2-0 dalla sua squadra, fornendo l'assist per il primo gol della sua squadra a Son Heung-min. Il 2 giugno 2018 viene ufficializzata la sua inclusione nella lista dei 23 convocati per Russia 2018, in cui disputa 2 delle 3 partite della squadra che esce al primo turno.
Il 16 luglio 2018 è poi convocato per i giochi asiatici 2018 Under 23, dove segna prima agli ottavi di finale contro l'Iran il gol del definitivo 2-0, per poi ripetersi in semifinale dove segna una doppietta decisiva per portare le Tigri Asiatiche in finale nella vittoria per 3-1 sul Vietnam. Nella finale è determinante per la vittoria della manifestazione, segnando il gol del vantaggio nel 3º minuto supplementare nel 2-1 al Giappone. Con questa vittoria Lee e gli altri giocatori (tra cui Son Heung-min) ottengono la dispensa al servizio militare per meriti sportivi.
Il 6 gennaio 2019 viene convocato per la Coppa d'Asia (disputata negli Emirati Arabi Uniti) per rimpiazzare l'infortunato Na Sang-ho. La Corea del Sud viene eliminata ai quarti di finale dal Qatar.

## Statistiche

### Presenze e reti nei club
Statistiche aggiornate al 10 novembre 2024.
| Stagione             | Squadra              | Campionato           | Campionato | Campionato | Coppe nazionali | Coppe nazionali | Coppe nazionali | Coppe continentali | Coppe continentali | Coppe continentali | Altre Coppe | Altre Coppe | Altre Coppe | Totale | Totale |
| Stagione             | Squadra              | Comp                 | Pres       | Reti       | Comp            | Pres            | Reti            | Comp               | Pres               | Reti               | Comp        | Pres        | Reti        | Pres   | Reti   |
| -------------------- | -------------------- | -------------------- | ---------- | ---------- | --------------- | --------------- | --------------- | ------------------ | ------------------ | ------------------ | ----------- | ----------- | ----------- | ------ | ------ |
| 2015-2016            | Barcellona B         | SDB                  | 1          | 0          | -               | -               | -               | -                  | -                  | -                  | -           | -           | -           | 1      | 0      |
| 2016-2017            | Barcellona B         | SDB                  | 0          | 0          | -               | -               | -               | -                  | -                  | -                  | -           | -           | -           | 0      | 0      |
| Totale Barcellona B  | Totale Barcellona B  | Totale Barcellona B  | 1          | 0          |                 | -               | -               |                    | -                  | -                  |             | -           | -           | 1      | 0      |
| 2017-2018            | Verona               | A                    | 14         | 1          | CI              | 2               | 0               | -                  | -                  | -                  | -           | -           | -           | 16     | 1      |
| 2018-2019            | Verona               | B                    | 23+3       | 1          | CI              | 1               | 0               | -                  | -                  | -                  | -           | -           | -           | 27     | 1      |
| Totale Hellas Verona | Totale Hellas Verona | Totale Hellas Verona | 37+3       | 2          |                 | 3               | 0               |                    | -                  | -                  |             | -           | -           | 43     | 2      |
| 2019-2020            | Sint-Truiden         | D1                   | 4          | 0          | CB              | 0               | 0               | -                  | -                  | -                  | -           | -           | -           | 4      | 0      |
| 2020-feb. 2021       | Sint-Truiden         | D1                   | 13         | 2          | CB              | 0               | 0               | -                  | -                  | -                  | -           | -           | -           | 13     | 2      |
| Totale Sint-Truiden  | Totale Sint-Truiden  | Totale Sint-Truiden  | 17         | 2          |                 | 0               | 0               |                    | -                  | -                  |             | -           | -           | 17     | 2      |
| feb.-giu. 2021       | Portimonense         | PL                   | 4          | 0          | CP+CdL          | -               | -               | -                  | -                  | -                  | -           | -           | -           | 4      | 0      |
| 2022                 | Suwon                | KL1                  | 31+4       | 13+1       | CCS             | 0               | 0               | -                  | -                  | -                  | -           | -           | -           | 35     | 14     |
| 2023                 | Suwon                | KL1                  | 30+6       | 9+1        | CCS             | 0               | 0               | -                  | -                  | -                  | -           | -           | -           | 36     | 10     |
| gen.-lug. 2024       | Suwon                | KL1                  | 18         | 10         | CCS             | 0               | 0               | -                  | -                  | -                  | -           | -           | -           | 18     | 10     |
| Totale Suwon         | Totale Suwon         | Totale Suwon         | 89         | 34         |                 | 0               | 0               |                    | -                  | -                  |             | -           | -           | 89     | 34     |
| 2024                 | Jeonbuk Hyundai      | KL1                  | 11         | 2          | CCS             | -               | -               | ACL-2              | 1                  | 0                  | -           | -           | -           | 12     | 2      |
| Totale carriera      | Totale carriera      | Totale carriera      | 162        | 40         |                 | 3               | 0               |                    | 1                  | 0                  |             | -           | -           | 166    | 40     |

### Cronologia presenze e reti in nazionale
| Cronologia completa delle presenze e delle reti in nazionale ― Corea del Sud | Cronologia completa delle presenze e delle reti in nazionale ― Corea del Sud | Cronologia completa delle presenze e delle reti in nazionale ― Corea del Sud | Cronologia completa delle presenze e delle reti in nazionale ― Corea del Sud | Cronologia completa delle presenze e delle reti in nazionale ― Corea del Sud | Cronologia completa delle presenze e delle reti in nazionale ― Corea del Sud | Cronologia completa delle presenze e delle reti in nazionale ― Corea del Sud | Cronologia completa delle presenze e delle reti in nazionale ― Corea del Sud |
| Data                                                                         | Città                                                                        | In casa                                                                      | Risultato                                                                    | Ospiti                                                                       | Competizione                                                                 | Reti                                                                         | Note                                                                         |
| ---------------------------------------------------------------------------- | ---------------------------------------------------------------------------- | ---------------------------------------------------------------------------- | ---------------------------------------------------------------------------- | ---------------------------------------------------------------------------- | ---------------------------------------------------------------------------- | ---------------------------------------------------------------------------- | ---------------------------------------------------------------------------- |
| 28-5-2018                                                                    | Taegu                                                                        | Corea del Sud                                                                | 2 – 0                                                                        | Honduras                                                                     | Amichevole                                                                   | -                                                                            | 85’                                                                          |
| 1-6-2018                                                                     | Jeonju                                                                       | Corea del Sud                                                                | 1 – 3                                                                        | Bosnia ed Erzegovina                                                         | Amichevole                                                                   | -                                                                            | 88’                                                                          |
| 7-6-2018                                                                     | Innsbruck                                                                    | Corea del Sud                                                                | 0 – 0                                                                        | Bolivia                                                                      | Amichevole                                                                   | -                                                                            | 60’                                                                          |
| 11-6-2018                                                                    | Grödig                                                                       | Senegal                                                                      | 2 – 0                                                                        | Corea del Sud                                                                | Amichevole                                                                   | -                                                                            | 46’                                                                          |
| 18-6-2018                                                                    | Nižnij Novgorod                                                              | Svezia                                                                       | 1 – 0                                                                        | Corea del Sud                                                                | Mondiali 2018 - 1º turno                                                     | -                                                                            | 73’                                                                          |
| 23-6-2018                                                                    | Rostov                                                                       | Corea del Sud                                                                | 1 – 2                                                                        | Messico                                                                      | Mondiali 2018 - 1º turno                                                     | -                                                                            | 64’ 72’                                                                      |
| 7-9-2018                                                                     | Goyang                                                                       | Corea del Sud                                                                | 2 – 0                                                                        | Costa Rica                                                                   | Amichevole                                                                   | -                                                                            | 83’                                                                          |
| 22-1-2019                                                                    | Dubai                                                                        | Corea del Sud                                                                | 2 – 1 dts                                                                    | Bahrein                                                                      | Coppa d'Asia 2019 - Ottavi di finale                                         | -                                                                            | 89’                                                                          |
| 25-1-2019                                                                    | Abu Dhabi                                                                    | Corea del Sud                                                                | 0 – 1                                                                        | Qatar                                                                        | Coppa d'Asia 2019 - Quarti di finale                                         | -                                                                            | 85’                                                                          |
| 22-3-2019                                                                    | Ulsan                                                                        | Corea del Sud                                                                | 1 – 0                                                                        | Bolivia                                                                      | Amichevole                                                                   | -                                                                            | 63’ 83’                                                                      |
| 11-6-2019                                                                    | Seul                                                                         | Corea del Sud                                                                | 1 – 1                                                                        | Iran                                                                         | Amichevole                                                                   | -                                                                            | 76’                                                                          |
| 15-10-2024                                                                   | Yongin                                                                       | Corea del Sud                                                                | 3 – 2                                                                        | Iraq                                                                         | Qual. Mondiali 2026                                                          | -                                                                            | 87’                                                                          |
| Totale                                                                       |                                                                              | Presenze                                                                     | 12                                                                           |                                                                              | Reti                                                                         | 0                                                                            |                                                                              |

## Palmarès

### Nazionale
- Giochi asiatici: 1

2018